# Michela De Rossi
Michela De Rossi, född 25 januari 1993 i Rom, är en italiensk skådespelare.
De Rossi har bland annat medverkat i TV-serierna While the Men are Away och Briganti: Jakten på guld.

## Filmografi
- 2023 – While the Men are Away (TV-serie)
- 2024 – Briganti: Jakten på guld (TV-serie)